# 門ヶ崎

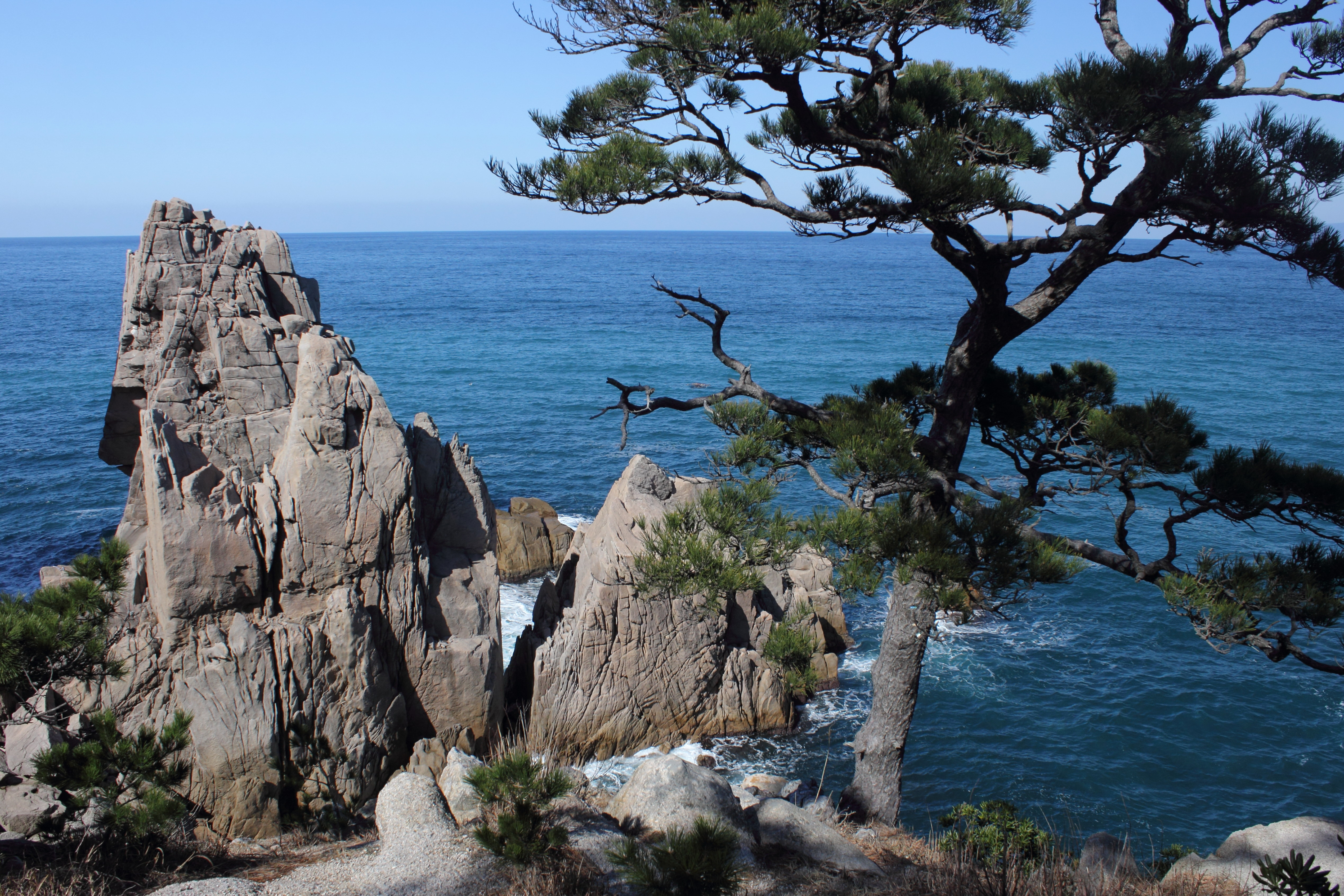
門ヶ崎

門ヶ崎（もんがさき）は、福井県敦賀市白木に位置する断崖。若狭湾国定公園に属する。

## 概要

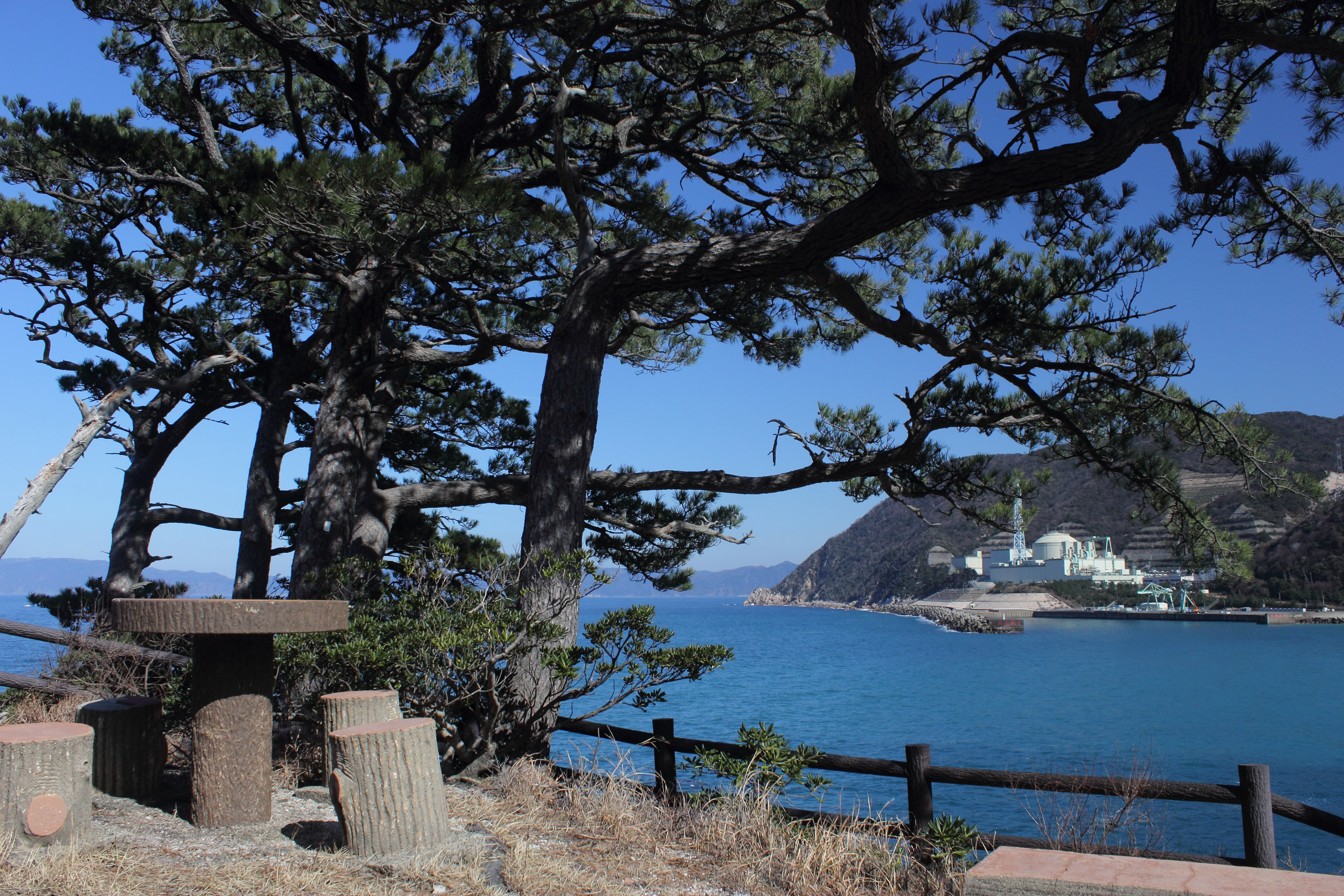
展望台より見えるもんじゅ

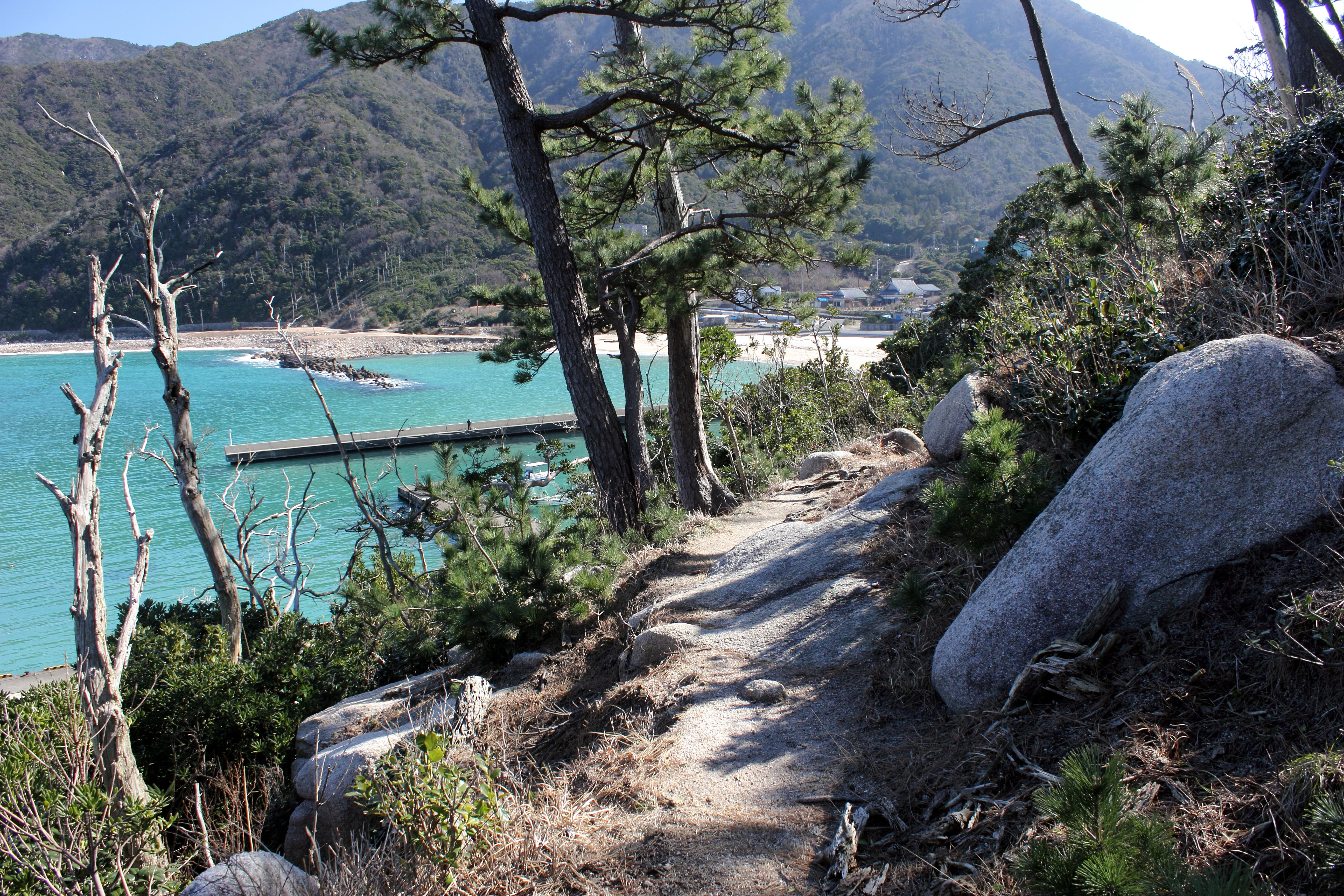
門ヶ崎の遊歩道と白木漁港

門ヶ崎は、日本海に突き出た花崗岩特有の方状節理で形成された断崖絶壁で、海側から見ると左右に張り出した高さ約30mの巨大な門柱のように見える岩と海食洞からなっている
。
展望台からは通常岩陰になり夕日が海に沈むところを見られないが、夏至前後の数日間だけ海に沈むところをみられる。
周辺にあるクロマツ林は本県の海岸付近に広く帯状に見られるが、そのほとんどは防風・防潮林として植林されたものである。しかしここのクロマツ林は植林されたものではなく、風衝断崖地に成立した土地的極相と考えられる。

## 組成
門ヶ崎の花崗岩は、肉紅色を呈する黒雲母花崗岩であり、結晶は粗粒で石英脈やペグマタイト等の岩脈類が貫入している。

## 交通アクセス
- 路線バス
  - JR敦賀駅から広域路線バス「菅浜線」乗車利用約54分 「白木」下車徒歩 10分[3]
- 自動車
  - 北陸自動車道敦賀ICから約40分

## 周辺
- 白木漁港
- 日本原子力研究開発機構 もんじゅ
- 関西電力 美浜発電所
- 水晶浜海水浴場
- 立石岬灯台
- 水島
- 日本原子力発電 敦賀発電所